# 平山輝武
平山 輝武（ひらやま てるたけ、1944年3月27日 - ）は、茨城県出身の元バスケットボール選手・指導者。身長175cm。ポジションはガード。「シュートマシン」の異名を持つ。現役当時は3点シュートがなかった。ミスターバスケットの諸山文彦とは日本大学時代および日本鋼管時代コンビを組んでいた。

## 来歴
茨城県立日立第一高等学校入学後はバスケット部に入部
日本大学進学後、大学バスケ界の名監督と謳われた細島繁の指導を受ける。
卒業後は日本鋼管に入社。日本リーグ4連覇に貢献。
全日本でも東京五輪候補、アジア選手権などに出場。
現役引退後は母校・日本大学の助監督等を行う。
また、明星学園女子バスケットボール部の監督、椎名真一を義理の弟に持つ。　

## 経歴
- 日立第一高校 - 日本大学 - 日本鋼管

## 日本代表歴
1970年　アジア競技大会